# Fédération nationale des radioamateurs au service de la sécurité civile
La fédération nationale des radioamateurs au service de la sécurité civile (FNRASEC) regroupe radioamateurs et quelques écouteurs, qui se mettent bénévolement au service de la sécurité civile en France en cas de crise telle que le dispositif ORSEC. 
La FNRASEC rassemble des associations départementales (ADRASEC) ou territoriales (ATRASEC).

## Origine
La Conférence Administrative Mondiale des Télécommunications (WARC 1979 à Genève) a confirmé dans sa résolution RSBN l'importance croissante de la participation des radioamateurs aux actes de sauvegarde de la vie humaine.
La recommandation UIT-R M 1042 du 23 octobre 1993 recommande aux administrations d'encourager le développement des réseaux radioamateurs organisés et structurés tels ceux de la FNRASEC.
La Conférence mondiale des radiocommunications 2003 précise (Article 25-3/2) :
« 
Les stations d'amateurs peuvent être utilisées pour transmettre des communications en provenance
ou à destination de tierces personnes seulement dans des situations d'urgence ou pour les secours en cas
de catastrophe. Les administrations sont invitées à prendre les mesures nécessaires pour autoriser les stations
d'amateur à se préparer en vue de répondre aux besoins de communications pour les opérations de secours
en cas de catastrophe. »
Aux termes d'une convention en date du 27 juin 2002, le Ministère de l'Intérieur, représenté par le directeur de la Défense et de la Sécurité Civile, Haut Fonctionnaire de Défense, reconnaît en la FNRASEC une structure permettant aux radioamateurs de Métropole et des DOM/TOM de participer officiellement à cette mission de sauvegarde.

## Organisation
Par décret en date du 15 octobre 2012, est reconnue comme établissement d’utilité publique l’association dite « Fédération nationale des radioamateurs au service de la sécurité civile - FNRASEC », dont le siège est à Asnières-sur-Seine (92)
La Fédération Nationale est une association loi de 1901, créée en 1972 à la demande du ministère de l’Intérieur, composée d'associations départementales et territoriales créées par elle.
Il s'agit des ADRASEC pour les départements et des ATRASEC pour les territoires d'Outre-mer dont l'action s'étend aux départements limitrophe ou/et d'un territoire, sauf dérogation exceptionnelle accordée par le bureau national.
La France est découpée en zones de défense et de sécurité regroupant un certain nombre de départements. Pour chaque zone, un responsable et un responsable adjoint, élus par les présidents départementaux, ont la charge de la gestion administrative des ADRASEC de leur zone.
Chaque ADRASEC ou ATRASEC regroupe des membres radioamateurs (95 %) ou écouteurs (5 %). Au total, ce sont près de 1 600 bénévoles qui apportent ainsi leur aide à la Sécurité Civile en cas de crise. La sécurité civile compte de nos jours 85 % de bénévoles.

## Fonctionnement
La Fédération est administrée par un conseil composé de membres élus comprenant les responsables de zone, les responsables de commission et des administrateurs.
Le bureau exécutif est composé d'un président, d'un vice-président, d'un secrétaire général et d'un trésorier général élus pour un an.
Des commissions techniques apportent leur aide au bon fonctionnement de la Fédération : commissions technique, relais et fréquences, récompenses, formation, communication, matériel, informatique et relations internationales.
La FNRASEC représente une infrastructure mobile annexe, de détection et de transmissions. Son activation relève exclusivement de l'Autorité Préfectorale ou nationale.
La FNRASEC est une Association Agréée de Sécurité Civile disposant d'un agrément National délivré par le Ministère de l'intérieur, pour des missions de type A - "établissement et exploitation de réseaux annexes et supplétifs de transmission" renouvelé par arrêté du 2 janvier 2019.

## Missions
- Dispositif ORSEC : Lors de l'activation du dispositif, le rôle de la FNRASEC est d'établir et d'exploiter les réseaux de transmission à la demande des préfectures.
- Plan SATER : concerne la recherche d'aéronefs en détresse par l'écoute et la localisation de balises de positionnement par des procédés de radiogoniométrie.
- Secours en milieu souterrain : organisation avec le Spéléo Secours Français, l'ADRASEC engagée sur un secours spéléo sera dès son début référent radio. Les missions concernent l'établissement d'un réseau radio de surface et l'assistance pour l'utilisation du matériel radio de surface SSF.
- Plans Particuliers d'Intervention (PPI) et Dispositions spécifiques ORSEC : Les radioamateurs au service de la sécurité civile sont de plus en plus souvent associés aux dispositifs spécialisés du plan ORSEC départemental : nucléaire, séisme, tempête, neige, pollution, secours en milieu souterrain. Leur aide dans le domaine des transmissions est toujours très appréciée.

## Moyens
Le service amateur dispose de 33 bandes de fréquences de 135 kHz à 250,000 GHz. Cette variété de fréquences permet de s'adapter à tous les reliefs sur terre et sous terre (exemple du secours aux spéléologues) et de couvrir les distances les plus longues.
La transmission d'images, grâce à la pratique de la télévision amateur ou de la SSTV "Télévision à balayage lent", peut se révéler un outil précieux d'aide à la décision.
Notes et références
1. ↑  Décret du 15 octobre 2012 portant reconnaissance d'une association comme établissement d'utilité publique NOR: INTD1222252D
2. ↑  INTE0601061A
3. ↑  INTE0601060A
4. ↑  Arrêté du 2 janvier 2019 portant renouvellement de l'agrément national de sécurité civile pour la Fédération nationale des radioamateurs au service de la sécurité civile NOR: INTE1900144A